# Marc-Ange Draco
Marc-Ange Draco is een personage uit Ian Flemings James Bondroman On Her Majesty's Secret Service (1963) en de gelijknamige film uit 1969, hij werd vertolkt door de Italiaanse acteur Gabriele Ferzetti, maar de stem was van de acteur David de Keyser.
Marc-Ange Draco is een Corsicaanse gangster en het hoofd van de Unione Corse, volgens hem het grootste misdaadsyndicaat in Europa, maar ook is hij de vader van Tracy di Vicenzo (geboren als Teresa Draco). Nadat James Bond Draco's dochter heeft ontmoet in Royale-les-Eaux ontmoet hij Draco die hem dan vraagt om met zijn dochter te trouwen, in ruil daarvoor krijgt Bond van hem 1 miljoen pond in goud. Maar wat Bond wil is informatie over het hoofd van de organisatie SPECTRE Ernst Stavro Blofeld. Draco wijst hem door naar de Britse genealogist Sir Hilary Bray. Draco vertelt over Bonds familiemotto, The World Is Not Enough wat op zijn familiewapen gegraveerd staat. Dankzij Draco komt Bond ver met zijn onderzoek en ontdekt de Piz Gloria in Zwitserland waar Blofeld verblijft. Bond vraagt Tracy ten huwelijk in Zwitserland, maar niet voor geld, hij is namelijk echt verliefd op haar geworden. Wanneer Bond terug is in Engeland vraagt hij om Draco's hulp de Piz Gloria aan te vallen. Dit lukt maar Blofeld ontsnapt met een bobslee. Hierna traden Bond en Tracy in het huwelijk in München, waarbij Draco zich de schoonvader van Bond mag noemen. Het personage is echter hierna geen enkele keer teruggekeerd in een Bondroman.
In de film was Draco's rol bijna hetzelfde, alleen woonde Draco daar in Portugal en dat was ook de locatie die Bond en Tracy uitkozen voor hun huwelijk. Ook maakten we in de film zijn verjaardag mee en was hij het niet die de informatie over Bonds familiemotto gaf, maar ontdekte Bond dat in een kantoor in Bern van een advocaat genaamd Gumbold. Ook na deze film is het personage niet meer teruggekeerd.